# 218 (число)
Вижте пояснителната страница за други значения на 218.
218 (двеста и осемнадесет) е естествено, цяло число, следващо 217 и предхождащо 219.
Двеста и осемнадесет с арабски цифри се записва „218“, а с римски – „CCXVIIΙ“. Числото 218 е съставено от три цифри от позиционните бройни системи – 2 (две), 1 (едно), 8 (осем).

## Общи сведения
- 218 е четно число.
- 218-ият ден от невисокосна година е 6 август.
- 218 е година от Новата ера.